# マティアス・ケスラー
マティアス・ケスラー（英: Matthias Kessler　1979年5月16日〜）はドイツニュルンベルク出身の元プロロードレース選手。

## 経歴
1999年にアンダー23のロードレースドイツチャンピオンになった。
同年のアンダー23の世界選手権ロード部門でも銅メダルを獲得した（優勝はレオナルド・ジョルダーニ、2位はルカ・パオリーニ、4位はキム・キルシェンだった）。
2000年シーズンにドイツ籍のチーム・テレコムでプロデビューを果たした。
2003年のグラン・プレミオ・ミゲル・インドゥラインでプロ初勝利を挙げたほか、LuKカップで勝利を挙げた。
2004年もグラン・プレミオ・ミゲル・インドゥラインを制した。
2007年にはプロ入りから一貫して所属していたT-モバイルからアスタナに移籍した。
グランツールでの実績
2004年のツール・ド・フランスでは第10ステージで激しい落車に巻き込まれてメイン集団から20分遅れでフィニッシュしたが（ステージは逃げていたリシャール・ヴィランクが70キロ近くを独走し、メイン集団から5分差をつけて優勝した）、落車のダメージから第11ステージで未出走となった。
2005のツール・ド・フランスでは完走を果たし、T-モバイルの一員としてチーム総合優勝で表彰された。
2006のツール・ド・フランスの第3ステージを残り2キロ地点にある（2006年当時の）アムステルゴールドレースのフィニッシュ地点でもあるカウベルフの頂上からの早駆けで制し、グランツール初勝利を挙げた。前日の第2ステージでは残り5キロから早駆けをしてフィニッシュラインから50メートルのところでプロトンに捕まっており（ステージは大集団スプリントの末、ロビー・マキュアンが勝利）、そのリベンジを果たした形となった。
キャリアではツールとジロ・デ・イタリアに4度ずつ、ブエルタ・ア・エスパーニャに2度出場している。

## ドーピング
ケスラーは2007年4月にシャルルロワで行われたドーピング検査でテストステロンが陽性となったことが同年6月27日に明らかになった。
これを受けてアスタナは出場停止処分を科し、Bサンプルも陽性となったことでドーピングが確定した後の7月13日に解雇した 。
UCIはドーピングが確定したことを受け、ケスラーに対して2009年7月までの2年間の出場停止処分を科した。
2009年4月には 2006年ツール・ド・フランス前に当時所属していたテレコムのチームメイトだったアンドレアス・クレーデンとパトリック・ジンケヴィッツとともにフライブルク大学で自己血輸血ドーピングを受けたことが同大学によって告発された。ドイツ当局が捜査を行ったが、最終的に「立証は困難」として捜査を中止している。
この件についてUCIやASOも具体的な証拠が示されていないことから処分は行っていない。その為、ケスラーが同大会で果たしたステージ優勝は剥奪されていない。

## アスタナ解雇後
アスタナを解雇されて以降は出場停止処分を受けていることもあってプロチームに所属することはなかった。
2010年1月、元チームメイトのクレーデンと共にスペインのマヨルカ島でトレーニングを行っていた。しかし、その最中にケスラーは猫を避けようとして壁に衝突し、深刻な頭部外傷を負って危篤状態になった 。
先述の事故で体に麻痺が残った。その中で2013年には南アフリカで開催されたイベントにテレコム時代のチームメイトだったヤン・ウルリッヒと共に参加し、タンデム自転車で110キロを走り切った。

## 選手の特徴
- 丘陵系のレースやステージで好成績を残したことからアルデンヌ・クラシックでの活躍が期待された。実際に優勝こそ無かったが、トップテンフィニッシュを何度も記録している。

- ジャージの前を開いた状態でライディングすることが多い。そして、冷却効果を高めるために何箇所も生地を大きく円形に切り取ったアンダーシャツを着ていることで知られる[8]。

## 主な成績
1999年
- U23ドイツ選手権・ロードレース　優勝
- U23世界選手権・ロードレース　3位

2001年
- ジロ・デ・イタリア
  - 第7ステージ　4位
  - 第17ステージ　5位
- インターナショナル・ヘッセン・ルントファールト 総合2位

2002年
- リエージュ〜バストーニュ〜リエージュ　6位
- ジロ・デル・ピエモンテ　2位
- LuKカップ・ビュール　3位

2003年
- アムステルゴールドレース　5位
- グラン・プレミオ・ミゲル・インドゥライン　優勝
- LuKカップ・ビュール　優勝

2004年
- フレッシュ・ワロンヌ　3位
- アムステルゴールドレース　6位
- グラン・プレミオ・ミゲル・インドゥライン　優勝

2005年
- ジロ・デ・イタリア
  - 第7ステージ　7位
  - 第13ステージ　6位
- ツール・ド・フランス
  - 第18ステージ　8位

2006年
- フレッシュ・ワロンヌ　10位
- ドイツ選手権・ロードレース　2位
- ツール・ド・フランス
  - 第3ステージ　優勝

2007年
- フレッシュ・ワロンヌ　4位
- アムステルゴールドレース　4位
- リエージュ〜バストーニュ〜リエージュ　8位